# Take the Money and Run
Take the Money and Run (también conocida como Toma el dinero y corre en España y Robó, huyó y lo pescaron en Hispanoamérica) es la primera película que dirigió Woody Allen, además de escribirla y protagonizarla, en el año 1969. Está realizada en el formato documental que volvería a utilizar en Zelig o Sweet and Lowdown, y narra la historia de un hombre completamente inútil que una vez tras otra intenta convertirse en un gran ladrón sin triunfar jamás.

## Argumento
La película se presenta como un documental de la vida del incompetente, torpe y neurótico criminal Virgil Starkwell. Empieza por los primeros pasos del pequeño Virgil donde intenta empezar una carrera musical y sigue con su juventud cuando su carrera musical falla por completo y empieza a dedicarse a la delincuencia. Tras salir de la cárcel por primera vez conocerá a Louis de la que se enamorará inmediatamente, lo cual no impedirá que Virgil mantenga su vida criminal.
La comedia se basa en la ineptitud del protagonista, Virgil Starkwell (Woody Allen), y el elemento de tensión es aportado por su mujer dulce e inocente a la que mantiene en precarias condiciones con la promesa de que algún día mejorarán gracias al robo de un banco.
Llena de gags legendarios y escenas ya clásicas de la comedia, esta película reafirmó el talento cómico de Woody Allen y lanzó la carrera del neoyorquino como director.
Take the Money and Run, es una parodia de películas como Bonnie & Clyde. El guion fue escrito por Allen y Rose en tres semanas.

## Reparto
- Woody Allen como Virgil Starkwell.
- Janet Margolin como Louise.
- Marcel Hillaire como Fritz.
- Jacquelyn Hyde como Miss Blair.
- Lonny Chapman como Jake.
- Jan Merlin como Al.
- Ethel Sokolow como la Sra. Starkwell
- Henry Leff como el Sr. Starkwell
- Dan Frazer como Julius Epstein, el psicólogo.

## Producción
Esta película fue la primera en la que Woody Allen desempeñaría el papel de director, guionista y actor en su carrera. Sin embargo, en primera estancia Allen quiso encargar la dirección a Jerry Lewis, pero al no estar éste disponible decidió dirigirla él, siendo la segunda película en la que ejerciera de director, siendo la primera What's up, Tiger Lily?. Se cuenta que el primer montaje que se hizo de la película fue un desastre, pero Ralph Rosenblum ayudó a Allen a corregirlo y la película fue finalmente estrenada en una pequeña sala en Manhattan llamada Playhouse. Debido al éxito del film la gente comenzó a acudir en masa, superándose el récord de entradas de la sala.
La película sigue un estilo documental. Woody Allen comentó lo siguiente sobre el uso de este estilo en una entrevista con Richard Schickel:

«Toma el dinero y corre era un seudo-documental. La idea de hacer un documental, cosa que, finalmente, perfeccioné con Zelig me acompañaba desde el día que empecé a hacer películas. Pensaba que era un vehículo ideal para hacer comedia, sobre todo porque el documental es un formato muy serio, de tal manera que uno se ve obligado a trabajar dentro de unos parámetros muy fijos donde cualquier cosa, por pequeña que sea, hecha con la intención de romper la seriedad se convierte inmediatamente en algo divertido.»

Allen coescribió la película con Mickey Rose, un antiguo compañero de instituto, tardaron tres semanas y según palabras del director, «el objetivo de la película era provocar la risa durante todo el metraje».
La película se rodó en San Francisco, a diferencia del Nueva York que acogió las siguientes películas del director. Incluso en una escena sale el famoso restaurante Ernie's en que se rodó una escena de Vértigo de Alfred Hitchcock. La prisión que aparece en la película es la de San Quentin. Cien reclusos de aquel lugar fueron pagados para salir en la película y, para diferenciar a los actores, a estos se les ponía cada día una tinta especial detectada solo por rayos ultravioleta.
Cabe destacar también que Allen grabó un final alternativo en el que moría de un tiro. Pero el montador, Ralph Rosenblum, lo cambió por el final que podemos ver en la película.